# Сикир
Сикир (Сычуль, Сичель, Сичиль) — озеро на реке Умбозерская в западной части Ловозерского района Мурманской области России.
Площадь озера — 8,24 км². Площадь водосборного бассейна озера — 222 км².
Сикир находится на высоте 179 м над уровнем моря в нижнем течении Умбозерской, которая впадает в него с северо-востока и вытекает на юго-западе под названием Северная. Есть множество островов, крупнейшие: Могильный, Гагарий, Крутой, Зимниковые, Чирнексуол. Северная оконечность озера носит название губа Северный Конец. С юго-восточной стороны в Сикир впадает Шомйок. На северо-западе сообщается с соседними озёрами Картъявр и Чигръявр.

## Данные водного реестра
По данным государственного водного реестра России относится к Баренцево-Беломорскому бассейновому округу, водохозяйственный участок — реки бассейна Белого моря от западной границы бассейна реки Йоканга (мыс Святой Нос) до восточной границы бассейна реки Нива, без реки Поной. Речной бассейн — бассейны рек Кольского полуострова и Карелии.
Код объекта в государственном водном реестре — 02020000211101000006886.